# 8250 Cornell
8250 Cornell eller 1980 RP är en asteroid i huvudbältet som upptäcktes den 2 september 1980 av den amerikanske astronomen Edward L.G. Bowell vid Anderson Mesa Station. Den är uppkallad efter Cornell University.
Asteroiden har en diameter på ungefär 9 kilometer och den tillhör asteroidgruppen Tirela.